# Iambo (Arábia Saudita)
Iambo (em árabe: ينبع البحر‎; romaniz.: Yanbuʿ al-Baḥr) é uma cidade da Arábia Saudita situada na região de Medina. Segundo censo de 2010, havia 233 236 habitantes.